# Kolpokleisis
Kolpokleisis (von altgriechisch κόλπος kólpos „Mutterschoß“, „Scheide“; κλειδώνω kleiosis „verschließen“) nennt man einen operativen Verschluss der Vagina.
Die Kolpokleisis wurde früher häufiger, heute jedoch nur noch selten zur Behandlung eines Scheiden-Gebärmutter-Vorfalls durchgeführt. Durch verbesserte Narkosemöglichkeiten, intensivere internistische Vorbereitung der Patientinnen vor und verbesserte Betreuung nach einer Operation, wurden die scheidenverschließenden Operationsverfahren zunehmend durch die vaginale Gebärmutterentfernung mit Scheidenplastik ersetzt.
Eine Kolpokleisis ist ein relativ einfacher, wenig invasiver, wenig belastender und kurzdauernder Eingriff, der teilweise auch in Lokalanästhesie durchgeführt werden kann. Damit sind solche Eingriffe besonders für ältere multimorbide Patientinnen geeignet, die keinen Geschlechtsverkehr mehr haben. Nachteile der verschiedenen Varianten sind eine größere Rezidivhäufigkeit, eine häufige (sekundäre) Belastungsinkontinenz, sowie die Unzugänglichkeit bzw. schlechte Zugänglichkeit bei späteren Erkrankungen der Gebärmutter.
Die gebräuchlichsten, mehrfach modifizierten, scheidenverschließenden Operationen sind die:
- Subtotale Kolpokleisis nach Labhardt[2]
- Subtotale Kolpokleisis nach Neugebauer-LeFort[3][4]
- Querriegelkolporrhaphie nach Döderlein[5]
- Kolpokleisis nach Conill[6]